# Венера Д
Венера Д е космическа сонда разработвана от Федералната космическа агенция на Русия и планирана да бъде изстреляна през 2016 г. Целта на апарата е да извърши наблюдения над планетата Венера, подобно на американския апарат от 90-те години Магелан, но с по-мощен радар.
Освен това се очаква сондата да набележи бъдещите места за кацане.
Предвижда се в конструкцията на апарата да има и спускаема сонда подобна по коснтрукция на сондите от програма Венера, която да издържи дълъг престои на повърхността на планетата.
Венера Д е първата сонда до Венера конструирана от Русия (всички сонди от програма Венера са изстреляни от бившия СССР).
Затова този апарат ще служи като предвестник на новата генерация руски космически апарати.
Най-вероятно Венера Д ще напомня на съветските сонди, но ще заимства и от по-новите технологии изпробвани при Вега 1 и Вега 2 през 1985 г.
Планира се космическият апарат да бъде изстрелян с ракета-носител Протон или с все още разработваната Ангара.